# Abre los ojos
Abre los ojos (Obre els ulls) la segona pel·lícula del director Alejandro Amenábar, realitzada el 1997, i es tracta d'un drama psicològic amb forma de thriller. És una història d'amor i de bellesa barrejada amb grans traços de surrealisme d'estil dalinià. Després del seu èxit a Europa, Tom Cruise va comprar-ne els drets d'autor i es va fer la versió americana amb el títol Vanilla Sky.

## Argument
Un noi ric i despreocupat comença a viure de sobte en una mena d'univers oníric després de patir un greu accident. A partir d'aquest moment, la seva vida es converteix en una mena d'infern, no sabent distingir la realitat dels somnis, i trobant-se caminant a les palpentes, creuant personatges deshumanitzats i experimentant situacions angoixoses, fins al punt que la distorsió d'allò que percep el porta a tornar-se pràcticament boig.

## Repartiment
- Eduardo Noriega: César
- Penélope Cruz: Sofía
- Chete Lera: Antonio
- Fele Martínez: Pelayo
- Najwa Nimri: Núria
- Gérard Barray: senyor de la televisió

## Nominacions
- 1999: Goya a la millor pel·lícula
- 1999: Goya al millor actor per Eduardo Noriega
- 1999: Goya al millor director per Alejandro Amenábar
- 1999: Goya al millor guió original per Alejandro Amenábar i Mateo Gil
- 1999: Goya al millor muntatge per María Elena Sáinz de Rozas
- 1999: Goya al millor maquillatge i perruqueria per Paca Almenara, Colin Arthur i Sylvie Imbert
- 1999: Goya a la millor direcció artística per Wolfgang Burmann
- 1999: Goya a la millor direcció de producció per Emiliano Otegui
- 1999: Goya al millor so per Daniel Goldstein, Ricardo Steinberg i Patrick Ghislain
- 1999: Goya als millors efectes especials per Reyes Abades, Alberto Esteban i Aurelio Sánchez